# Andreyivanovite
L'andreyivanovite è un minerale la cui descrizione è stata pubblicata nel 2008 in base ad un ritrovamento avvenuto nella meteorite di Kaidun caduta nel 1980 nel sud dello Yemen. Il minerale è stato approvato dall'IMA ed il nome è stato attribuito in onore del geochimico e mineralogista russo Andrey Ivanov.
L'andreyivanovite è l'analogo della florenskyite contenente cromo al posto del titanio.

## Morfologia
L'andreyivanovite è stata trovata sotto forma di piccoli cristalli, il più grosso dei quali è di 5×8µm.

## Origine e giacitura
L'andreyivanovite è stata trovata in una meteorite del tipo condrite carbonacea in una massa di serpentino associata con la florenskyite e con solfuri di ferro, nichel e cromo. L'andreyivanovite potrebbe essersi formata in seguito al raffreddamento ed alla successiva cristallizzazione di un precursore composto soprattutto di ferro e nichel arricchito di fosforo, titanio e cromo.